# Helen Bryce (personaje de Smallville)
Dra. Helen Bryce era un personaje ficticio de la serie de televisión estadounidense Smallville. Era una médica en el Centro Médico de Smallville y la segunda esposa de Lex Luthor, además ella es una de las personas que sabe el secreto de Clark Kent.

## Personalidad
Afirmó que un hospital del pueblo le hizo recordar por qué quería ser médico en el primer lugar.
Helen es hija de Stanley Bryce, un reconocido cirujano plástico de Metropolis.

## Historia
Se graduó en la escuela de medicina de Harvard y pasa dos semanas al año sirviendo a niños en Ruanda. 

## Smallville

### Segunda temporada
Después de conocer a Lex en el hospital, Helen se encuentra con él en un tribunal, que le encarga tomar clases para el manejo de la ira. Helen explicó que se había echado una gota ordenada, Lex había usado un palo de golf para golpear un vehículo de un oficial. Sin perder la oportunidad, Lex la invita a salir. Helen trata a muchos residentes de la ciudad, incluyendo los tres miembros de la familia Kent. Cuando a Jonathan Kent se le aplastó la pierna debajo de un tractor, le dio un buen pronóstico. Helen trató a Martha Kent después de que inhalara esporas de roca de kriptonita en el sótano de su casa. Ella fue quien le reveló a Jonathan el embarazo de Marta y fue testigo de su milagrosa recuperación.
Martha siguió consultando a Helen durante el cuidado prenatal. Cuando Clark inhala las mismas esporas, Helen le tomó una muestra de sangre y la estudió. Le resultó muy extraño, pero mantuvo la confidencialidad de su paciente como una verdadera profesional y así ganó la confianza de Martha.
Cuando su exnovio Paul Hayden apareció en Smallville, Lex sospecha que acosa a Helen. Cuando Helen fue golpeada en el laboratorio de patología casi hasta morir, Lex fue tras él con furia asesina. En el último momento, cuando Lex estaba a punto de apretar el gatillo, encontró fuerza de voluntad para contenerse. Se dio cuenta de que Helen había sido una mejor persona y le propuso matrimonio.

### Tercera temporada
Después de que su avión se estrellara en el Caribe, regresó a Smallville y les dijo a Lionel y a Lex que al despertar descubrió que el piloto había desaparecido y solo había un paracaídas. Lex insistió en que lo usara y Lex cayó con el avión. Lionel buscó por todas partes, pero al no encontrar a Lex, organizó un funeral. Helen habló en el funeral, pero Lionel estaba convencido de que su historia era mentira y que ella había asesinado a Lex, por lo que no quiso quedarse a escuchar sus palabras. Se propuso exponer su mentira y descubrió su trama con Morgan Edge.
Ella le contó a Morgan sobre el vial de sangre que le vendió a Lionel. Le dijo a uno de ellos de quién era la sangre. Morgan contrató a Clark (que estaba entonces bajo la influencia de un meteorito rojo) para que robara la sangre y él vendérsela de nuevo a Lionel.
Cuando Lex regresó a Smallville, se disculpó por mentirle a todo el mundo acerca de cómo insistió en que tomara el último paracaídas. Ella le dijo a Lex que ella realmente se despertó para encontrar el piloto desaparecido, y en realidad era sólo un paracaídas, pero no podía despertar Lex. Supuso que el piloto drogado el champán, y recordó que Lex se bebió un vaso entero, pero solo tenía un sorbo. Cuando ya no pudo despertar Lex, decidió salvarse, y ella lo dejó hundirse con el avión. Cuando Lex se enfrentó a ella sobre la venta de sangre de Clark a Lionel, ella admitió que ella hizo eso con el fin de sacarlo de su vida. Ella se ofreció a anular el matrimonio, pero Lex sugirió que darle una segunda oportunidad, y lo intentaron de nuevo para tomar su viaje de luna de miel.
En el avión, Lex reveló que él hizo una investigación y descubrió que cuando salieron de Smallville, que no tenían suficiente combustible para llegar a la isla, donde fue rescatado. También descubrió que el avión aterrizó en Santa Cruz la noche que desapareció. Se especula que Helen cambió pilotos y desembarcaron cuando el avión aterrizó. El piloto repostar y descendió en paracaídas lejos antes de estrellarse el avión.
En esta revelación, Helen sacó un arma de fuego. Ella admitió que la única razón por la Lex no recibió un balazo en la cabeza esa noche fue porque Helen realmente lo quería. Los dos lucharon por el arma, que se disparó y mató al piloto. Lex corrió a la cabina del piloto para volar el avión, cuando se dio la vuelta, Helen se había ido, probablemente tenga ya sea un salto en paracaídas o de distancia. Lex organizado grupos de búsqueda, pero si ella sobrevivió, él no esperaba encontrarla antes de que ella quiere ser encontrado.

### Décima temporada
Lois Lane le pregunta a Lex cómo fue capaz de clonar, y Clark explica Lex robó un frasco de sangre de su oficina de Helen años atrás, y que él pensaba que el ADN de Clark detendría la mitosis acelerada y funcionó.

## Curiosidades
- Clark especulado que el frasco de su sangre que Helen Bryce se puede haber sido responsable de la creación de nuevas Clark "hermano", Conner Kent.
- Fuera de Smallville, la actriz Emmanuelle Vaugier, es conocida por interpretar a Mia en dos hombres y medio, el actor Jon Cryer contrario, que jugó sobrino Lex Luthor, Lenny, en Superman IV: The Quest for Peace. Ella también jugó en Madison Ackles Supernatural, frente a Jensen que jugaron Jason Teague en la primera temporada de Smallville Cuatro.
- Helen Bryce apareció en 9 episodios, convirtiéndose en el noveno carácter mayor frecuencia recurrente después de Jor-El, Nancy Adams, Brainiac, Emil Hamilton, Miller Ethan, John Jones, Potter Nell, y George. Ella es el personaje por lo visto con frecuencia recurrente que no esté vinculada con caracteres que no se repiten en el número de episodios (el mayor número de apariciones de personajes recurrentes por debajo de ella, los 7 episodios, es compartida por el Dr. Harden, Adam Knight, Grant Gabriel, Gina, Hage Jeff, y Faora (clon)).